# Wola Gródecka-Kolonia
Wola Gródecka-Kolonia – kolonia w Polsce położona w województwie lubelskim, w powiecie tomaszowskim, w gminie Jarczów. Od północy graniczy z Rezerwatem przyrody – Las Lipowy w Uroczysku Bukowiec.
W latach 1975–1998 miejscowość administracyjnie należała do województwa zamojskiego.
Kolonia wchodzi w skład  sołectwa Wola Gródecka. Według Narodowego Spisu Powszechnego z roku 2011 kolonia liczyła 122 mieszkańców
Wierni Kościoła rzymskokatolickiego należą do parafii św. Anny w Gródku.